# Torre del Mar
Torre del Mar est une petite ville de 20 000 habitants, située sur le territoire de la commune de Vélez-Málaga, dans la province de Malaga en Andalousie. 
Torre del Mar est une ville balnéaire célèbre par ses foires d'été et ses plages superbes, construite à partir de 1965 sur le delta du fleuve Vélez, réputée pour ses restaurants de poisson et sa plage. Torre del Mar, est une destination touristique.